# Чарлз Мак-Кі
Чарлз Мак-Кі (англ. Charles McKee, 14 березня 1962) — американський яхтсмен.
Бронзовий призер Олімпійських Ігор 1988 (470), 2000 (49er) років.